# Аутпут (економија)
Аутпут (енгл. Output) у економији представља укупну вредност свих добара и услуга произведених као економски субјект. То је економски концепт који се користи у макроекономији или у студијама економске транзиције широке групе, као што су државе. 
Аутпути у привреди подразумевају различите производе и услуге које се или троше или употребљавају у даљој производњи као инпут. За пример можемо узети кромпир као аутпут, од којег се спремају многобројна јела. Тада кромпир који је био аутпут постаје инпут даље производње.